# Sigmoepilachna indica
Sigmoepilachna indica är en stekelart som beskrevs av Khan, Agnihotri och Sushil 2005. Sigmoepilachna indica ingår i släktet Sigmoepilachna och familjen finglanssteklar. Inga underarter finns listade i Catalogue of Life.